# 牛頓不等式
在数学领域，牛顿不等式以艾萨克·牛顿命名。假设 a1, a2, ..., an 是实数，令 {\displaystyle \sigma _{k}} 表示 a1, a2, ..., an 上的 k 阶基本对称多项式。那么基本对称均值
{\displaystyle S_{k}={\frac {\sigma _{k}}{\binom {n}{k}}}}
满足不等式
{\displaystyle S_{k-1}S_{k+1}\leq S_{k}^{2},}
其中当且仅当所有 ai 相等时取等号。

## 证明
一个简洁的证明是利用数学分析中的罗尔定理。设有n 个实数：{\displaystyle a_{1}\leq a_{2}\leq \cdots \leq a_{n}}。构造以{\displaystyle -a_{1},-a_{2},\cdots ,-a_{n}}为根的多项式：
{\displaystyle P=\prod _{k=1}^{n}(x+a_{k})}
这个多项式可以写成：
{\displaystyle P=\prod _{k=1}^{n}(x+a_{k})=\sum _{i=0}^{n}\sigma _{i}x^{n-i}=x^{n}+\sum _{i=1}^{n}{\binom {n}{i}}S_{i}x^{n-i}}
首先证明：存在另一组n-1 个实数：{\displaystyle b_{1},b_{2},\cdots ,b_{n-1}}，使得它们的基本对称均值{\displaystyle S_{1}^{\prime },S_{2}^{\prime }\cdots ,S_{n-1}^{\prime }} 恰好就是原来n 个实数的基本对称均值中的前n-1 个：{\displaystyle S_{1},S_{2}\cdots ,S_{n-1}}。
具体的方法是考察多项式P的导数多项式{\displaystyle P^{\prime }}。根据罗尔定理，如果两个实数{\displaystyle -a_{i+1}} 和{\displaystyle -a_{i}} 不相同，那么他们之间必然存在一个数{\displaystyle -b_{i}}使得{\displaystyle P^{\prime }(-b_{i})=0}。而如果{\displaystyle -a_{i}} 是多项式P的一个j 次重根的话，那么它也是{\displaystyle P^{\prime }} 的k-1 次重根。所以，{\displaystyle P^{\prime }} 一定有n-1 个实根。设这些实根等于{\displaystyle -b_{1},-b_{2},\cdots ,-b_{n-1}}，那么：
{\displaystyle P^{\prime }=n\prod _{k=1}^{n-1}(x+b_{k})=nx^{n-1}+\sum _{i=1}^{n-1}n{\binom {n-1}{i}}S_{i}^{\prime }x^{n-1-i}}
而同时：
{\displaystyle P^{\prime }=nx^{n-1}+\sum _{i=1}^{n-1}(n-i){\binom {n}{i}}S_{i}x^{n-1-i}}
对比两边系数，就可以得到：
{\displaystyle \forall 1\leq i\leq n-1,\,\,n{\binom {n-1}{i}}S_{i}^{\prime }=(n-i){\binom {n}{i}}S_{i}}
然而组合数中：
{\displaystyle n{\binom {n-1}{i}}=(n-i){\binom {n}{i}}}
所以等式变成：
{\displaystyle \forall 1\leq i\leq n-1,\,\,S_{i}^{\prime }=S_{i}}
这样便找到了n-1 个实数来“代替”原来的n 个实数，使得基本对称均值的前n-1 个都不变。这样子，对于任意的{\displaystyle 1\leq k\leq n-1}，经过若干次变换后，可以转化成k+1 个实数，使得基本对称均值{\displaystyle S_{k-1},S_{k},S_{k+1}} 变成最“靠边”的那一项。实际上，以上的转换说明：只需要证明
{\displaystyle S_{n-2}S_{n}\leq S_{n-1}^{2}}
这一项就行了。
下面证明这一点。首先，如果{\displaystyle a_{i}} 中有一个是0，那么不等式左边的{\displaystyle S_{n}=\prod _{k=1}^{n}a_{k}=0}，所以左边等于0，显然小于右边。而如果{\displaystyle a_{i}} 中没有一个是0的话，那么由于这个不等式是齐次不等式，所以可以假设{\displaystyle \prod _{k=1}^{n}a_{k}=1}。这样的话，不等式就变成：
{\displaystyle {\frac {n(n-1)}{2}}\left(\sum _{k=1}^{n}{\frac {1}{a_{k}}}\right)^{2}\geq n^{2}\sum _{1\leq i<j\leq n}{\frac {1}{a_{i}a_{j}}}}
也就是
{\displaystyle (n-1)\left(\sum _{k=1}^{n}{\frac {1}{a_{k}}}\right)^{2}\geq 2n\sum _{1\leq i<j\leq n}{\frac {1}{a_{i}a_{j}}}}
{\displaystyle (n-1)\sum _{k=1}^{n}{\frac {1}{a_{k}^{2}}}+(n-1)\sum _{1\leq i<j\leq n}{\frac {2}{a_{i}a_{j}}}\geq 2n\sum _{1\leq i<j\leq n}{\frac {1}{a_{i}a_{j}}}}
{\displaystyle (n-1)\sum _{k=1}^{n}{\frac {1}{a_{k}^{2}}}+(n-1)\sum _{1\leq i<j\leq n}{\frac {2}{a_{i}a_{j}}}\geq 2n\sum _{1\leq i<j\leq n}{\frac {1}{a_{i}a_{j}}}}
{\displaystyle n\sum _{k=1}^{n}{\frac {1}{a_{k}^{2}}}\geq \sum _{k=1}^{n}{\frac {1}{a_{k}^{2}}}+2\sum _{1\leq i<j\leq n}{\frac {1}{a_{i}a_{j}}}=\left(\sum _{k=1}^{n}{\frac {1}{a_{k}}}\right)^{2}}
最后的不等式是均方不等式，必然成立。于是不等式得证。

## 与二次方程判别式的关系
另一种证明方法涉及到一个高等数学中的结论作为引理：如果对于关于两个变元的齐次多项式
{\displaystyle F(x,y)=c_{0}x^{n}+c_{1}x^{n-1}y+\cdots +c_{n}y^{n}}
存在实数{\displaystyle r_{1},r_{2}\cdots ,r_{n}}，使得当{\displaystyle {\frac {x}{y}}=r_{k}} 时就会有{\displaystyle F(x,y)=0}，那么这个多项式的任意次数的偏导数（仍然是齐次多项式）构成的方程：
{\displaystyle {\frac {\partial ^{i+j}F}{\partial x^{i}\partial y^{j}}}=0}
也会满足这个条件：存在实数{\displaystyle r_{1},r_{2}\cdots ,r_{n-i-j}}，使得当{\displaystyle {\frac {x}{y}}=r_{k}} 时就会有{\displaystyle {\frac {\partial ^{i+j}F}{\partial x^{i}\partial y^{j}}}=0}
具体的证明是考虑上一节证明中用到的多项式：
{\displaystyle P=\prod _{k=1}^{n}(x+a_{k})=\sum _{i=0}^{n}\sigma _{i}x^{i}=x^{n}+\sum _{i=1}^{n}{\binom {n}{i}}S_{i}x^{n-i}}
将它改写成关于两个变元的多项式：
{\displaystyle F(x,y)=\sum _{i=0}^{n}\sigma _{i}x^{i}=x^{n}+\sum _{i=1}^{n}{\binom {n}{i}}S_{i}x^{n-i}y^{i}}
这个多项式满足引理的条件，所以只要考虑它的一个特定的偏导数方程：
{\displaystyle {\frac {\partial ^{n-2}F}{\partial x^{n-k-1}\partial y^{k-1}}}=0}
这个方程可以写成
{\displaystyle S_{k-1}x^{2}+2S_{k}xy+S_{k+1}y^{2}=0}
根据引理，对应二次方程{\displaystyle S_{k-1}t^{2}+2S_{k}t+S_{k+1}=0} 有两个实根。从而这个方程的判别式大于等于零，也就是说：
{\displaystyle S_{k-1}S_{k+1}\leq S_{k}^{2}}
从这个证明可以看出，牛顿不等式也是对应着一个二次方程的判别式条件，如同柯西不等式一样。利用判别式的性质，可以得到一系列类似于牛顿不等式的不等式。

## 历史
这个不等式首先被牛顿用来作为估计实系数多项式的虚根的个数的一个方法。牛顿在他的著作《广义算术》（Arithmetica Universalis）的第二章第二节中不加任何证明地提出了一个断言：多项式
中虚根的个数不小于数列 {\displaystyle S_{0}^{2},S_{1}^{2}-S_{0}S_{2},\ldots ,S_{k}^{2}-S_{k-1}S_{k+1},\ldots ,S_{n-1}^{2}-S_{n-2}S_{n}} 变号的次数。换句话说，如果多项式只有实根而没有虚根，那么这个数列恒为非负。1729年，麦克劳林已经给出了一个直接的证明，但这个问题的圆满解决要等到1865年，西尔维斯特证明了一个非同一般的更广泛结果为止。

## 参阅
- 麥克勞林不等式

## 外部連結
- Journal of Inequalities in Pure and Applied Mathematics